# Hilgen (Burscheid)
Hilgen ist der größte Ortsteil der Stadt Burscheid im Rheinisch-Bergischen Kreis in Nordrhein-Westfalen und liegt an der heutigen Bundesstraße 51. Der Name kommt von Heiligen und soll von einem Heiligenhäuschen oder Heiligenbild stammen, das an der heute „Altenhilgen“ genannten Straße stand.
Die Erstnennung im Jahre 1510 findet sich in einer Abgabenliste der Kirche zu Wermelskirchen. Dort heißt es, Ernt up den Hilgen gibt 3 Viertel und einen becher (Hafer?) als Abgabe für sein Land, welches im Ortsbereich Wermelskirchen liegt.
Es gibt eine Lutherisch-reformierte, eine Freie Evangelische, eine Katholische und eine Neuapostolische Kirchengemeinde. Weiter eine Grundschule, vier Kindergärten, eine Sporthalle und einen Kunstrasensportplatz. Wichtige Organisationen in Hilgen sind der Schützenverein (Hilgener Schützenverein 1923 e. V.), der Sportverein (Turngemeinde Hilgen 04 e. V.) sowie ein Löschzug der Freiwilligen Feuerwehr. Ferner finden sich eine Sparkassen- und eine Bankfiliale, zwei Hotels und mehrere Gastronomien, Cafés und Lebensmittelgeschäfte, Haus- und Zahnärzte und Apotheken in dem Ort.
Auf der ehemaligen Bahnlinie Wuppertal-Oberbarmen–Opladen ist ein Geh- und Radweg entstanden, der von Hilgen über Wermelskirchen und Bergisch Born nach Remscheid-Lennep führt. Die entgegengesetzte Richtung, also nach Leverkusen-Opladen, ist in Planung.

## Persönlichkeiten
- Werner Kemper (1899–1975), Arzt, Psychoanalytiker und Pionier der Gruppenpsychotherapie